# Лэм, Елизавета
Елизаве́та Лэ́м, виконте́сса Ме́льбурн ((англ. Elizabeth Lamb, Viscountess Melbourne), в девичестве Ми́лбенк (англ. Milbanke), 15 октября 1751, Крофт-он-Тис, Ричмондшир, Северный Йоркшир, Англия, Великобритания — 6 апреля 1818, Мельбурн-хаус, Лондон, Англия, Великобритания) — британская светская львица периода Регентства, супруга политика из партии вигов Пенистона Лэма, 1-го виконта Мельбурн и мать премьер-министра Великобритании Уильяма Лэма, 2-го виконта Мельбурна. Имела дружественные и романтические отношения с Джорджианой Кавендиш, принцем Уэльским Георгом и Джорджем Гордоном Байроном.

## Биография
Елизавета Милбенк родилась 15 октября 1751 года в деревне Крофт-он-Тис. Она была дочерью Ральфа Милбенка, 5-го баронета, и его супруги Елизаветы. Брат девочки, Ральф Ноэль, позднее стал преемником отца и 6-м баронетом. Проживала семье в Хельнеби-хаусе в Йоркшире. Ральф Милбенк был политиком, так же, как и дед девочки со стороны матери, Джон Хэдвот, член парламента от графства Дарем. Елизавета получала частное домашнее образование, брала уроки французского языка, любила поэзию. Мать умерла в 1767 году. Два года спустя девушка встретила Пенистона Лэма. Их свадьба состоялась в Лондоне, 13 апреля 1769 года. Молодожёны поселились в Мельбурн-хаусе на известной лондонской улице Пикадилли. Елизавета быстро вошла в высшее общество и стала известной фигурой в обществе политиков-вигов. С самого начала брака Пенистон начал изменять своей супруге с актрисами и куртизанками, одной из которых была известная актриса и певица София Баддели. Зная об изменах супруга, Елизавета стала следовать его примеру. В 1770 году Пенистон стал «лордом Мельбурном» и «бароном Килмором», а в 1781 году получил титул «виконта Мельбурна». Семья имела загородные резиденции: Брокет-холл в Хартфордшире и Мельбурн-холл в графстве Дербишир.
С самого начала брака леди Мельбурн стала налаживать дружеские отношения с лицами высшего общества, которые помогли супругам закрепиться в нём. Елизавета считалась образцовой матерью, вкладывая много усилий в воспитание детей, особенно сына Уильяма. Лорд Дэвид Сесил писал, что для своих детей леди Мельбурн была лучшей матерью, но её безнравственная репутация причиняла им страдания. Младший сын Джордж однажды подрался со своим другом, который обозвал его мать шлюхой.

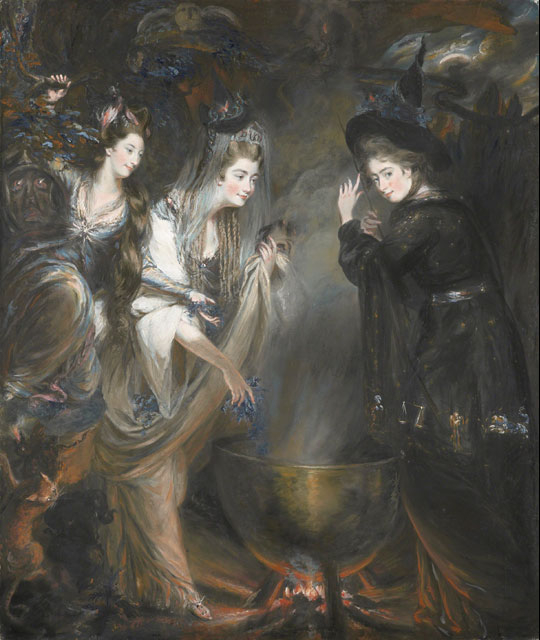
Леди Мельбурн вместе с герцогиней Джорджианой Девонширской и Энн Деймер в образе ведьм на картине Гарднер, Даниэль, 1775 год

В 1774 году леди Джорджиана Спенсер вступила в брак с Уильямом Кавендишем, 5-м герцогом Девонширским. Леди Елизавета Мельбурн стала близкой подругой Джорджианы. До этого момента она не пользовалась большой популярностью в обществе, и призналась молодой герцогине, что им лучше быть подругами, чем соперницами. Обе женщины и скульптор Энн Сеймур Деймер, были изображены на картине Даниэля Гарднера «Ведьмы круглого котла» в образе трёх ведьм.
К концу 1770-х годов у Елизаветы завязался роман с Джорджем Уиндхемом, 3-м графом Энгремонт. В обществе ходил слух, что граф купил любовь Елизаветы у её предыдущего любовника, Джона Колрейна, за 13 000 фунтов стерлингов. Джордж Уиндхем, возможно, был отцом детей леди Мельбурн: Уильяма, Эмили и Фредерика. Виконта Мельбурна сильно не волновали измены супруги. Лишь однажды между ними возникла ссора из-за смерти их старшего сына, Пенистона, умершего от туберкулёза, которого отец считал своим сыном.
В 1782 году Елизавета познакомилась с Георгом, принцем Уэльским, когда посещала сына во время его учёбы в Итонском колледже два раза в неделю. Их отношения сделали мужа леди Мельбурн камер-юнкером принца в его особняке Карлтон-хаусе. Отцовство четвёртого сына, Георга, приписывают именно принцу Уэльскому, который был также крёстным отцом мальчика. Среди её любовников был и известный поэт лорд Джордж Гордон Байрон, у которого был роман с будущей невесткой Елизаветы, леди Каролиной Понсонби. Байрон впоследствии женился на племяннице Елизаветы, леди Анне Изабелле Милбенк.
Лорд Мельбурн стал пэром Соединённого Королевства, а в 1815 году ему пожаловали титул «барона Мельбурна». Елизавета скончалась 6 апреля 1818 года в Мельбурн-хаусе в Лондоне. Возле неё в момент смерти находились её дети, для которых смерть матери стала большим ударом. Её супруг умер в 1828 году.

### Дети
У леди Мельбурн было шестеро детей, и лишь отцовство старшего сына приписывают её законному супругу:
- Пенистон[англ.] (1770—1805) — британский политик, имел связь с миссис Софией Хейвуд (1758—1819), умер от туберкулёза, детей не оставил[10];
- Близнецы N и N (род. и ум. 1788) — умерли после рождения;
- Уильям (1779—1848) — 2-й виконт Мельбурн, премьер-министр Великобритании в 1834, 1835—1841 годах, был женат на леди Каролине Понсонби, имели сына и умершую после рождения дочь;
- Фредерик[англ.] (1782—1853) — 3-й виконт Мельбурн, дипломат, женат не был, детей не имел;
- Георг[англ.] (1784—1834) — политик и писатель, был женат на Каролине Розали Аделаиде Санкт Жюль, внебрачной дочери 5-го герцога Девонширского, детей не имели;
- Эмили (1787—1869) — в первом браке супруга Питера Клаверинга-Каупера, 5-го графа Каупера, имери 5 детей; во втором браке была замужем за Генри Джонои Темпл Палмерстоном, супруги детей не имели;
- Гарриет (1789—1803) — умерла в юности от туберкулёза[10].